# 6948 Ґунель
6948 Ґунель (6948 Gounelle) — астероїд головного поясу, відкритий 2 березня 1981 року.
Тіссеранів параметр щодо Юпітера — 3,510.